# 高山忠洋
高山 忠洋（たかやま ただひろ、1978年2月12日 - ）は和歌山県出身のプロゴルファー。

## 経歴
18歳からゴルフを始め、3年後の1999年に21歳でプロ入り。2000年の中日クラウンズで日本ゴルフツアーにデビューする。2005年のシーズン開幕戦、東建ホームメイトカップでプロ初優勝。この年は全英オープンにも初出場し、4 アンダーパー（-4, 284ストローク）で23位タイに入った。2005年末の「アジア・ジャパン沖縄オープンゴルフトーナメント」では、プレーオフで宮里聖志を破ってツアー2勝目を獲得する。（この大会は、2006年シーズンの開幕戦に位置している。）2006年のメジャーゴルフ大会では全米オープンに出場したが、予選落ちに終わった。2008年は腱鞘炎が原因で一時ツアーを離脱したが、2009年に秀島正芳とトレーナー契約、フィジカルトレーニングを強化し復活。2010年にはサン・クロレラクラシックで2005年以来の優勝でツアー3勝目を挙げた。2011年には開幕戦の東建ホームメイトカップで2度目の優勝を果たしツアー4勝目を挙げた。

## エピソード
- 和歌山県立星林高等学校在学中は、野球部に所属していた。
- プロ野球選手の小久保裕紀は星林高校野球部の6年先輩にあたり、親交がある[1]。

## 優勝歴

### 日本ツアー (5)
| 勝数         |
| メジャー (0) |
| ツアー (5)   |

| No. | 日時           | 大会                                           | 優勝スコア            | 打差       | 2位                    |
| --- | -------------- | ---------------------------------------------- | --------------------- | ---------- | ---------------------- |
| 1   | 2005年3月27日  | 東建ホームメイトカップ                         | -8 (67-72-66=205)     | プレーオフ | 川原のぞみ             |
| 2   | 2005年12月18日 | アジア・ジャパン沖縄オープンゴルフトーナメント | -8 (70-68-68-70=276)  | プレーオフ | 宮里聖志               |
| 3   | 2010年8月1日   | サン・クロレラクラシック                       | -17 (66-71-64-70=271) | 3打差      | ディネッシュ・チャンド |
| 4   | 2011年4月17日  | 東建ホームメイトカップ                         | -8 (70-68-68-70=276)  | 2打差      | 片山晋呉               |
| 5   | 2011年11月27日 | カシオワールドオープンゴルフトーナメント       | -15 (67-68-70-68=273) | 2打差      | 宮里優作               |

#### プレーオフ記録 (2-1)
※太字はメジャー大会
| No. | 年     | 大会                                           | 対戦相手                                | 内容                                                                                            |
| --- | ------ | ---------------------------------------------- | --------------------------------------- | ----------------------------------------------------------------------------------------------- |
| 1   | 2005年 | 東建ホームメイトカップ                         | 川原のぞみ                              | プレーオフ3ホール目、高山がバーディ、川原がバーディパットを外す。高山の優勝。                   |
| 2   | 2005年 | 全英への道 ミズノオープンゴルフトーナメント    | クリス・キャンベル／ デビッド・スメイル | プレーオフ2ホール目、高山、スメイル、パー。キャンベルがバーディパットを決め、キャンベルの優勝。 |
| 3   | 2005年 | アジア・ジャパン沖縄オープンゴルフトーナメント | 宮里聖志                                | プレーオフ2ホール目、宮里がパー、高山がバーディパットを決め、高山の優勝。                       |